# قائمة مساجد الإمارات العربية المتحدة
تتضمن القائمة أهم وأشهر المساجد في الإمارات العربية المتحدة.
| الاسم أو الوصف                             | صور | الإمارة | سنة الإنشاء | ملاحظات                                               |
| ------------------------------------------ | --- | ------- | ----------- | ----------------------------------------------------- |
| جامع الشيخ زايد، أبوظبي                    |     | أبو ظبي | 2008        |                                                       |
| مسجد دبي الكبير                            |     | دبي     | - 1900      | - تم إعادة بنائه عام 1960                             |
| مسجد الإمام علي (دبي)                      |     | دبي     | -           |                                                       |
| مسجد جميرا                                 |     | دبي     | -           |                                                       |
| مسجد البدية                                |     | الفجيرة | 1447        |                                                       |
| مسجد الشارقة                               |     | الشارقة | 2019        |                                                       |
| مسجد النور                                 |     | الشارقة | 2005        |                                                       |
| مسجد الشيخ راشد بن حميد                    |     | عجمان   |             |                                                       |
| مسجد الشيخ خليفة بن زايد آل نهيان، (العين) |     | أبو ظبي |             |                                                       |
| مسجد الشيخ زايد (الفجيرة)                  |     | الفجيرة | 2015        |                                                       |
| مسجد الفاروق عمر بن الخطاب                 |     | دبي     | 1986        | تم تجديد المبنى مرتين، في عام 2003 ولاحقًا في عام 2011 |
| مسجد الرحيم                                |     | دبي     | 2013        |                                                       |

## روابط خارجية
- الهيئة العامة للشؤون الإسلامية والأوقاف الإمارات العربية المتحدة نسخة محفوظة 16 ديسمبر 2019 على موقع واي باك مشين.